# Marjorie
«Marjorie» (укр. Марджорі) — пісня американської співачки Тейлор Свіфт з її дев'ятого студійного альбому Evermore, присвячена її бабусі. Композиція була створена Свіфт спільно з американським виконавцем та продюсером Аароном Десснером. Текст композиції розповідає про відчуття після втрати близької людини.

## Передісторія пісні
Тейлор Свіфт написала «Marjorie» на честь Марджорі Фінлі, своєї бабусі по материнській лінії, яка була оперною співачкою. Вона народилась 5 жовтня 1928 року в місті Мемфіс штату Теннессі. За словами Свіфт, Марджорі надихнула її на те, щоб почати музичну кар'єру. У червні 2003 року Марджорі Фінлі померла, коли Тейлор було 13 років.
|                                                    | Вона все ще іноді відвідує мене… хоча б уві сні. |
| — Тейлор Свіфт, розповідаючи про пісню «Marjorie». |                                                  |

У музичному відео на пісню можна побачити фотографії та відео з життя Марджорі, серед яких де вона проводить час з маленькою Тейлор та грає разом з нею на фортепіано.

## Текст пісні та мелодія
Текст пісні починається з поради Марджорі до своєї онучки: «Ніколи не поводься так розумно, що ти забудеш бути доброю. Ніколи не поводься так добре, що ти забудеш бути розумною». У пісні Свіфт переходить у ностальгічні спогади: «Осінній холод пробуджує мене / Ти так любила бурштиновий колір неба, довгі гілки та купання у крижаній воді», переходячи до демонстрації жалю до своїх вчинків, через які вона не дізналася достатньо про неї: «І я скаржилася всю дорогу / Під час поїздки назад в автівці, підйому по сходах / А мені слід було ставити тобі питання / Слід було питати тебе як бути / Попросити тебе записати це для мене / Зберегти усі твої чеки з продуктових магазинів / Бо кожен шматочок тебе буде відібраний у мене». Наприкінці пісні, на рядках «І якби мені не було відомо, я б вважала, що ти співаєш мені зараз» (англ. «And if I didn't know better, I'd think you were singing to me now»), на бек-вокал був доданий голос Марджорі Фінлі. У завершенні Свіфт співає: «Якби мені не було відомо, я б вважала, що ти ще поруч. <…> І мені відомо, але ти все ще зі мною».
Мелодія складається з вокалу Свіфт під синтезатор, миготливі та пульсуючі звуки, що відтворюють бурдон з елементами вібрато та додаванням віолончелі. Вона містить в собі бек-вокал Джастіна Вернона з гурту Bon Iver та голос Марджорі Фінлі наприкінці.

## Створення пісні та її вихід
| Чарт (2020)                      | Найвища позиція |
| -------------------------------- | --------------- |
| Billboard Global 200             | 66              |
| Австралія (ARIA)                 | 57              |
| Канада (Canadian Hot 100)        | 48              |
| США (Billboard Hot 100)          | 75              |
| США (Hot Rock Songs) (Billboard) | 16              |
| США Rolling Stone Top 100        | 56              |

Пісня була створена у 2020 році під час пандемії коронавірусу, за який Тейлор Свіфт випустила два альбоми: Folklore та Evermore. Ці альбоми стали переходом Свіфт з поп-звучання до інді-року та фолкмузики. Євгенія Луценко з «Суспільне. Культура» описала їх як «меланхолійні та доросліші за звучанням» альбоми, зазначивши, що Свіфт, «як і її аудиторія, подорослішала, тож тексти змінилися також».
Після виходу альбому Folklore та зйомок документально-концертного фільму про нього, Свіфт разом з Аароном Десснером та Джеком Антоноффом почали працювати над створенням Evermore. Для першого з них Свіфт вже написала пісню «Epiphany», яку посвятила своєму дідусю Арчі, який воював у другій світовій війні, після чого для другого альбому вона спільно з Аароном Десснером написала «Marjorie».
|                                       | Я хотіла здивувати вас цим альбомом на тижні свого 31-го дня народження. Я також знаю, що ця святкова пора буде самотньою для більшості з нас, і якщо серед вас є хтось, хто, як я, звертається до музики, щоб пережити втрату близьких, він для вас. |
| — Тейлор Свіфт, презентуючи Evermore. | |

Свіфт описала свій другий альбом, створений під час самоізоляції, як «сестру Folklore»: «У минулому я завжди ставилася до альбомів, як до одиничних епох, і починала планувати наступний альбом одразу після завершення попереднього. Але з Folklore було інакше. Я не відчувала, що покидаю цей стиль, скоріше повертаюся до нього». Проти того, видання «Слух» описало його як той, що «відходить від фолк-стилю». Разом з виходом альбому Evermore Свіфт випустила відео з текстами пісень для кожної композиції на ньому. Серед них пісня «Marjorie» отримала окрему увагу від Свіфт, для якої вона змонтувала окремий кліп, що складається з фото та відео, які демонструють життя Марджорі Фінлі.

## Рецензії
Можна лише уявити її розмови з онукою, коли та зробила собі кар'єру в музиці і зажила життям, про яке Марджорі могла тільки мріяти. Але вона не жила достатньо довго, щоб побачити, як онука стала зіркою. Тейлор співає про "повні шафи нездійснених мрій", які бабуся "залишила сповняти мені".
Пісня отримала тепле прийняття від критиків, які високо оцінили текст та вокал у композиції. Роб Шеффілд з Rolling Stone написав, що сила пісні полягає «у приглушеному вокалі Тейлор над бурхливим електронним пульсом» та назвав її «шедевром, що розбиває серце». Кріс Віллман з Variety описав пісню як ту, що «залишить сухі очі тільки в будинках, які ніколи не знали смерті». Кріс Річардс з The Washington Post порівняв пісню з «пострілом у серце», а також зауважив, що коли Свіфт пише про свою родину, її написання пісень досягає свого «незаперечного стану витонченості». Енні Залескі з The A.V. Club назвала «Marjorie» одною з кращих пісень Свіфт на той час.